# جيمس إتش. كاسيدي
جيمس إتش. كاسيدي هو محامي وسياسي أمريكي، ولد في 28 أكتوبر 1869 في كليفلاند في الولايات المتحدة، وتوفي في 23 أغسطس 1926 في نيويورك في الولايات المتحدة. نشط حزبياً في الحزب الجمهوري. وقد انتخب عضو مجلس النواب الأمريكي ‏.